# 本四連系線
本四連系線（ほんしれんけいせん）は、岡山県の中国電力ネットワーク東岡山変電所と香川県の四国電力送配電讃岐変電所とを結ぶ、電源開発送変電ネットワーク所有の連系送電線である。

## 歴史
従来、本州と四国との間の連系は、中国電力広島変電所と四国電力伊予変電所を結ぶ中四幹線が担っていた。中四幹線は1962年竣工、交流220kV、30万kWであったが、電力需要増大に伴い、新たな連系線が必要とされた。
1980年に計画が決定。新設に当たっては海底ケーブル、島づたいの架空線、橋梁添架ケーブルが検討されたが、保守管理の容易さや経済性から、本州四国連絡橋の一つである瀬戸大橋へ添架することが決定した。
1994年7月に、120万kW1回線が運用開始。その後橘湾火力発電所の建設によりさらに増強が必要になり、1期とあわせて施工済みであった架空線区間を除くケーブル区間に、1996年10月にもう1回線の増架工事が着工した。2000年1月28日に増架工事が完成し、2回線を合わせた送電容量は240万kWとなった。
2020年4月、本四連系線は、電源開発から子会社の電源開発送変電ネットワークに移管された。

## 構造
全長127km、このうち架空電線路105km、地中電線路14km、橋梁添架電線路は8kmであり、鉄塔は259基建てられている。
交流500kVで、送電容量は120万kWが2回線、計240万kW。添架位置は主に上層の道路の下部となるが、一部のトラス橋では下層の鉄道の下部に添架される。
高圧・大容量の送電線を海上の長大橋梁に添架することは世界的にも例のないことであり、ケーブルにたわみを持たせ、伸縮により均等に変位する構造としたり、プラスチックフィルムを絶縁紙で挟んだ半合成絶縁紙や、耐振動設計が採用された。
| 本四連系線が添架されている瀬戸大橋 |  | ケーブルは、下層の鉄道部と上層の道路部の間に添架される |
| 本四連系線が添架されている瀬戸大橋 |  | ケーブルは、下層の鉄道部と上層の道路部の間に添架される |

## 運用
中国・四国地方は降水量が不安定で、需要期に水力発電による安定供給が困難であることから、中国電力では四国や九州からの受電により、四国電力では本四連系線完成以前は大規模な石油火力発電所を用意し、ピーク需要を賄ってきた。1994年に伊方発電所3号機と本四連系線1回線が運用開始すると、四国電力は高コストな石油火力発電所の稼働率を低下させ、中国電力への連系送電を開始した。
2000年に石炭火力発電所である電源開発橘湾火力発電所・四国電力橘湾発電所と本四連系線が完成すると、中国電力も石油火力発電所の稼働率を低下させ、不足分を四国電力からの受電で賄うようになった。2000年には紀伊水道直流連系設備も完成し、四国電力から関西電力などへの連系送電も行われるようになった。